# La Charité (Rotta)
Pour les articles homonymes, voir Charité (homonymie).
La Charité (en italien, La Carità) est une peinture à l'huile sur toile de 57,5 × 65 cm, réalisée par Antonio Rotta en 1851 et conservée au Musée historique du Château de Miramare de Trieste.